# Daibutsu
Daibutsu (jap. 大仏 lub 大佛 Daibutsu; dosł. "Wielki Budda") – w tradycji buddyjskiej monumentalny posąg Buddy. 
Na terenie Japonii jest kilka ogromnych posągów i rzeźb przedstawiających Buddę. Największe z nich znajdują się m.in. w: Narze, Kamakurze, Takaoce i Aomori.
W 1993 roku w mieście Ushiku w prefekturze Ibaraki został ukończony posąg Buddy Nieograniczonego Światła o wysokości 120 m. Nosi on nazwę Wielkiego Buddy z Ushiku (Ushiku Daibutsu), a jego formalna nazwa to Ushiku Amida Daibutsu. Statua została wzniesiona przez Jōdo-shinshū dla uczczenia rocznicy urodzin Shinrana (1173–1263), założyciela tej amidystycznej szkoły japońskiego buddyzmu.  

## Galeria

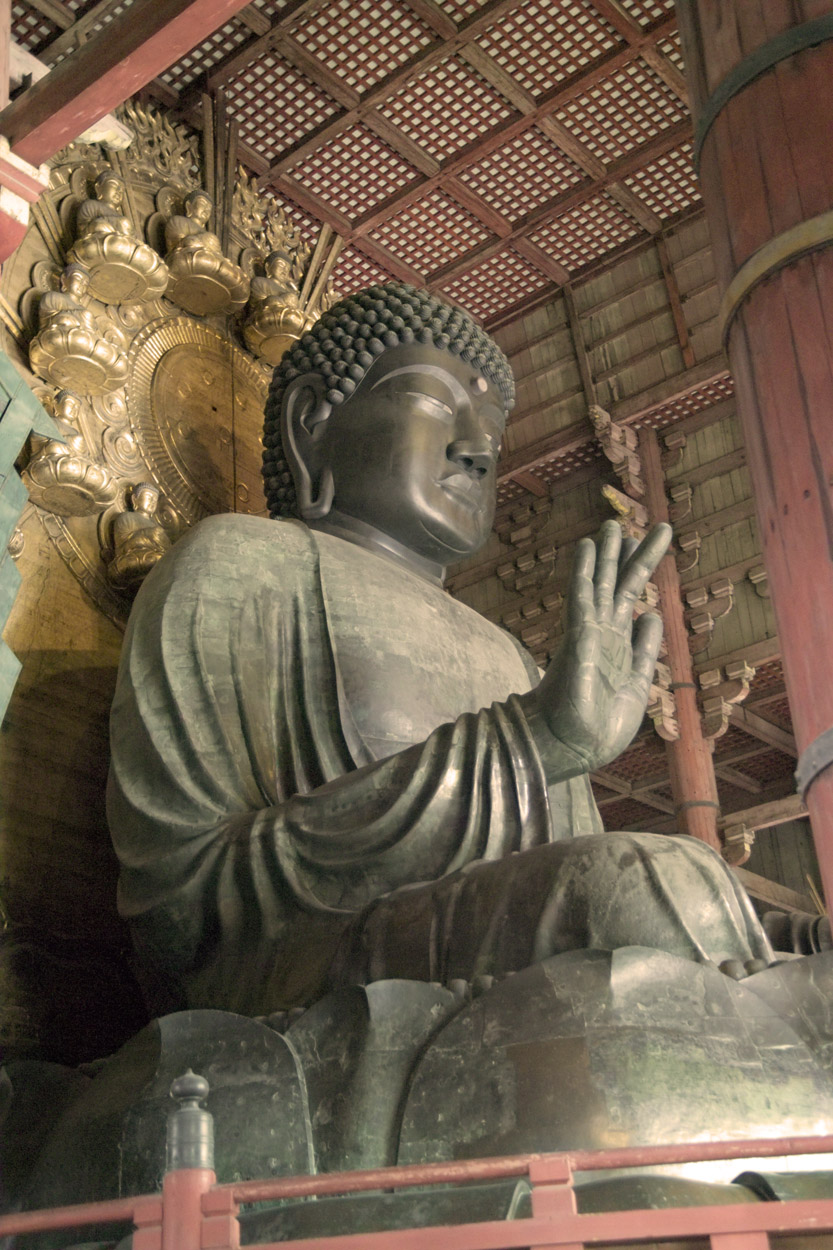
Wielki Budda w świątyni Tōdai-ji, w Narze (Nara Daibutsu, wys. 14,98 m)
Wielki Budda na terenie świątyni Kōtoku-in, w Kamakurze (Kamakura Daibutsu, wys. 11,3 m)
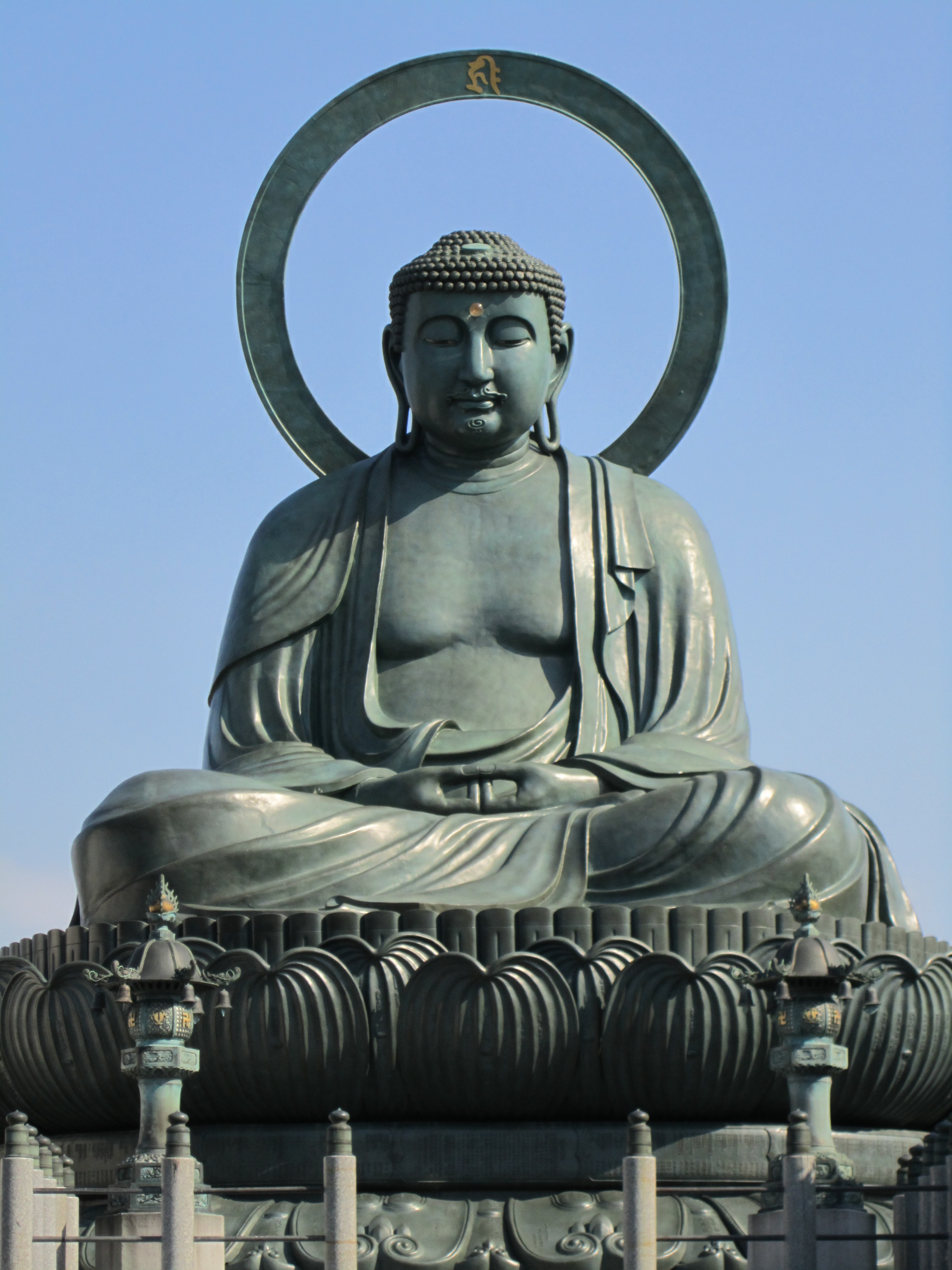
Wielki Budda w Takaoce (Takaoka Daibutsu, wys. 15,85 m)